# Madureira EC
Madureira Esporte Clube – brazylijski klub piłkarski z siedzibą w mieście Rio de Janeiro, stolicy stanu Rio de Janeiro.

## Osiągnięcia
- Wicemistrz Campeonato Carioca (2): 1936 (wicemistrz stanu Guanabara), 2006 (wicemistrz stanu Rio de Janeiro)
- Amatorski mistrz stanu Guanabara: 1939
- Taça Rio: 2006, 2015
- Torneio Início (2): 1939, 1957

## Historia
Klub założony został 8 sierpnia 1914 pod nazwą Fidalgo Madureira Atlético Clube. W 1932 grupa przedsiębiorców, a wśród nich Elísio Alves Ferreira, Manoel Lopes da Silva, Manuel Augusto Maia oraz Joaquim Braia, zapragnęła utworzenia silnego klubu w dzielnicy Madureira. Grupa ta nawiązała kontakt z prezesem klubu Fidalgo Madureira Atlético Clube Uassirem do Amaralem, pragnąc doprowadzić do fuzji klubu z Magno Futebol Clube. Nie doszło do tego z powodu sprzeciwu działaczy Fidalgo. Ostatecznie, po wielu zebraniach, klub 16 lutego 1933 zmienił nazwę na Madureira Atlético Clube.
W 1939 Madureira przystąpił do rozgrywek organizownaych przez federację piłkarską Federação Metropolitana de Futebol, zdobywając amatorskie mistrzostwo stanu Guanabara oraz zwyciężacjąc w Torneio Início, w którym udział brały kluby zawodowe.
12 października 1971 do klubu Madureira Atlético Clube włączono kluby Madureira Tênis Clube oraz Imperial Basquete Clube, zmieniając nazwę klubu na Madureira Esporte Clube.
Madureira 29 marca 2006 pokonała 1:0 drużynę Americano, wygrywając po raz pierwszy turniej Taça Rio. Dało to prawo do walki o mistrzostwo stanu Rio de Janeiro z Botafogo. W dwóch meczach rozegranych 2 kwietnia i 9 kwietnia drużyna Botafogo okazała się lepsza i Madureira musiała zadowolić się tytułem wicemistrza stanu Rio de Janeiro.